# 醫學院列表
醫學院列表列出世界各地高等教育體制下主要是以培養和醫學相關專門人才和研究人員為目的的學院。

## 地區

### 亞洲

#### 中国
北京市
- 北京大学医学部
- 清华大学医学院
- 北京协和医学院
- 首都医科大学

上海市
- 复旦大学上海医学院
- 上海交通大学医学院
- 同济大学医学院
- 上海大学医学院
- 上海健康醫學院

廣東省
- 中山大学中山医学院（中山大學廣州校區北校園）
- 中山大學醫學院（中山大學深圳校區）
- 華南理工大學醫學院
- 南方医科大学
- 广州医科大学
- 暨南大学医学院
- 汕頭大學醫學院
- 廣東醫科大學
- 深圳大學醫學部
- 南方科技大學醫學院
- 肇慶醫學院
- 香港中文大學（深圳）醫學院
- 澳門大學（橫琴）醫學院（籌備中）[1]

江蘇省
- 南京大学医学院
- 东南大学医学院
- 苏州大学医学部
- 江南大學無錫醫學院
- 江蘇大学臨床醫學院
- 南通大学医学院
- 揚州大学医学院
- 南京医科大学
- 徐州醫科大學

浙江省
- 浙江大学医学部
- 浙江中医药大学
- 浙大城市学院醫學院
- 浙江树人大学树兰国际医学院
- 杭州師範大學醫學院
- 杭州醫學院
- 寧波大學醫學院
- 溫州醫科大學

四川省
- 四川大学华西医学中心
- 成都医学院
- 成都中医药大学
- 成都大学医学院
- 电子科技大学医学院
- 西南交通大学医学院
- 西南医科大学
- 川北医学院

遼寧省
- 中国醫科大学
- 大連醫科大学
- 大連理工大學醫學部
- 錦州醫科大学
- 瀋陽醫學院
- 遼寧何氏醫學院

其他
- 华中科技大学同济医学院
- 中南大学湘雅医学院
- 山东大学齐鲁医学院
- 青岛大学医学院
- 山東第二醫科大學
- 遵義醫科大學
- 天津醫科大學
- 昆明醫科大學
- 哈爾濱醫科大學
- 武汉大学医学部
- 重庆医科大学
- 安徽医科大学
- 西安交通大学医学部
- 吉林大学白求恩医学院
- 南開大學醫學院
- 青島大學醫學院

- 雲南大學醫學院
- 湖南師範大學醫學院
- 鄭州大學醫學院
- 石河子大學醫學院
- 江漢大學醫學院
- 蘭州大學醫學院
- 延安大學醫學院
- 延邊大學醫學院
- 西北大學醫學院
- 南華大學衡陽醫學院
- 武漢科技大學醫學院
- 三峽大學醫學院
- 貴州大學醫學院
- 井岡山大學醫學院
- 吉首大學醫學院

- 安徽理工大學醫學院
- 蚌埠醫科大學
- 廣西大學醫學院
- 西北民族大學醫學院
- 天津大學醫學部
- 牡丹江醫科大學
- 廈門醫學院
- 華僑大學醫學院
- 西安醫學院
- 桂林医科大学
- 濟寧醫學院
- 長治醫學院
- 邢台醫學院
- 華北理工大學臨床醫學院
- 河北醫科大學
- 承德醫學院
- 山西醫科大學
- 內蒙古醫科大學
- 吉林醫藥學院
- 齊齊哈爾醫學院

- 福建醫科大學
- 山東第一醫科大學
- 濱州醫學院
- 南昌大學江西醫學院
- 齊魯醫藥學院
- 新鄉醫學院
- 湖北醫藥學院
- 湖南醫藥學院
- 長沙醫學院
- 廣西醫科大學
- 右江民族醫學院
- 海南醫科大學
- 貴州醫科大學
- 西藏大學醫學院
- 甘肅醫學院
- 山西医药学院
- 青海大學醫學院
- 寧夏醫科大學
- 新疆醫科大學
- 新疆第二醫學院

 中国人民解放军軍事院校
- 中国人民解放军海军 中國人民解放軍海軍軍醫大學（上海）
- 中国人民解放军陆军 中國人民解放軍陸軍軍醫大學（重慶）
- 中国人民解放军空军 中國人民解放軍空軍軍醫大學（陝西）

#### 香港
現時：
- 香港大学李嘉誠医学院
- 香港中文大学医学院

計劃中：
- 香港科技大學醫學院[3][4]
- 香港理工大學醫學院[5]
- 香港浸會大學醫學院[6]

#### 澳門
- 澳門科技大學醫學院

#### 中華民國
臺北
- 國立臺灣大學醫學院
- 國立陽明交通大學醫學院
- 國防醫學大學
- 臺北醫學大學醫學院
- 輔仁大學醫學院
- 馬偕醫學大學

桃園
- 長庚大學醫學院

新竹
- 國立清華大學生命科學暨醫學院

臺中
- 國立中興大學醫學院
- 中國醫藥大學醫學院
- 中山醫學大學醫學院

臺南
- 國立成功大學醫學院

高雄
- 國立中山大學醫學院
- 高雄醫學大學醫學院
- 義守大學醫學院

花蓮
- 慈濟大學醫學院

#### 马来西亚
- 馬來西亞醫療理事會認可的本國及外國醫學院 （页面存档备份，存于）

#### 新加坡
- 新加坡國立大學楊潞齡醫學院
- 南洋理工大學李光前醫學院（與倫敦帝國學院合辦）
- 杜克-國大醫學院（英语：Duke–NUS Medical School）

#### 爱尔兰
- 高威大學醫學院
- 愛爾蘭皇家外科醫學院
- 都柏林聖三一學院醫學院
- 利默里克大學醫學院
- 科克大學醫學院
- 都柏林大學學院醫學院

#### 馬爾他
- 馬爾他大學醫學院

#### 新西兰
現時
- 奧克蘭大學醫學院
- 奧塔哥大學醫學院

計劃中
- 懷卡托大學醫學院[7]

#### 
- 韓國加圖立大學醫學院
- 加圖立關東大學医學院
- 梨花女子大学医學院
- 慶熙大學医學院
- 高麗大學医學院
- 首爾大學醫學院
- 中央大學醫學院
- 延世大学醫學院
- 漢陽大学醫學院
- 高神大学醫學院
- 東亞大學醫學院
- 釜山大学醫學院
- 慶北大學医學院
- 啟明大学醫學院
- 大邱天主教大学醫學院
- 嶺南大學醫學院
- 仁荷大学醫學院
- 嘉泉大学醫學院
- 乙支大学醫學院
- 建陽大學醫學院
- 忠南大学醫學院
- 朝鮮大學醫學院
- 全南大学醫學院
- 蔚山大学醫學院
- 亞洲大學醫學院
- 成均館大學醫學院
- 江原大学醫學院
- 翰林大学醫學院
- 延世大学原州醫學院医学科
- 建国大学醫學院
- 忠北大学醫學院
- 順天鄉大學医学院医学科
- 檀国大学醫學院
- 圓光大學醫學院
- 全北大学醫學院
- 東國大學醫學院
- 仁濟大学醫學院
- 慶尚國立大學醫學院
- 濟州大學医学院
- 車醫科大學學士後醫學院

#### 日本
国立大学
- 北海道大学
- 旭川医科大学
- 弘前大学
- 東北大学
- 秋田大学
- 山形大学
- 東京大学
- 東京科學大學
- 筑波大学（医学群）
- 群馬大学
- 千葉大学
- 新潟大学
- 山梨大学
- 信州大学

- 富山大学
- 金澤大学（醫藥保健學域）
- 福井大学
- 岐阜大学
- 滨松医科大学
- 名古屋大学
- 三重大学
- 滋賀醫科大學
- 京都大学
- 大阪大学
- 神戸大学
- 鳥取大学
- 島根大学
- 岡山大学

- 廣島大學
- 山口大学
- 德島大學
- 香川大学
- 愛媛大学
- 高知大学
- 九州大学
- 佐賀大学
- 長崎大学
- 熊本大学
- 大分大学
- 宮崎大学
- 鹿兒島大學
- 琉球大学

公立大学
- 札幌医科大学
- 福島县立医科大学
- 横濱市立大學
- 名古屋市立大学
- 京都府立醫科大學
- 大阪公立大学
- 奈良县立医科大学
- 和歌山县立医科大学

私立大学
- 愛知醫科大學
- 岩手医科大学
- 大阪医科药科大学
- 川崎医科大学
- 金澤醫科大學
- 關西醫科大學
- 北里大学
- 杏林大学
- 近畿大学
- 久留米大学
- 慶應義塾大学

- 國際醫療福祉大學
- 埼玉医科大学
- 產業醫科大學
- 自治医科大学
- 順天堂大學
- 昭和大学
- 聖瑪麗安娜醫科大學
- 帝京大学
- 東海大学
- 東京医科大学
- 東京慈惠会医科大学

- 東京女子医科大学
- 東邦大学
- 東北醫科藥科大學
- 獨協醫科大學
- 日本大学
- 日本医科大学
- 兵庫医科大学
- 福岡大學
- 藤田醫科大學

省廳大学校
- 防衛醫科大學校（防衛省文教研修設施（日语：文教研修設施））

### 北美洲

#### 美国
- 哈佛大學 哈佛醫學院
- 約翰霍普金斯大學 約翰霍普金斯大學醫學院
- 賓夕法尼亞大學 賓夕法尼亞大學佩雷爾曼醫學院（英语：Perelman School of Medicine at the University of Pennsylvania）
- 紐約大學 紐約大學格羅斯曼醫學院（英语：New York University Grossman School of Medicine）
- 史丹佛大學 史丹佛醫學院
- 哥倫比亞大學 哥倫比亞大學瓦格洛斯醫學院
- 加州大學洛杉磯分校 加州大學洛杉磯分校大衛葛芬醫學院（英语：David Geffen School of Medicine at UCLA）
- 加州大學舊金山分校 加州大學舊金山分校醫學院（英语：UCSF School of Medicine）
- 聖路易斯華盛頓大學
- 康乃爾大學 威爾康奈爾醫學院
- 杜克大學 杜克大學醫學院
- 華盛頓大學 華盛頓大學醫學院（英语：University of Washington School of Medicine）
- 匹茲堡大學
- 密西根大學
- 耶魯大學 耶魯醫學院
- 芝加哥大學 普利茲克醫學院（英语：Pritzker School of Medicine）
- 西北大學 費恩伯格醫學院
- 范德堡大學
- 布朗大學 阿爾伯特醫學院

#### 加拿大
阿爾伯塔省
- 阿爾伯塔大學
- 卡爾加里大學

英屬哥倫比亞省
- 英屬哥倫比亞大學

曼尼托巴省
- 曼尼托巴大學

紐芬蘭和拉布拉多省
- 紐芬蘭紀念大學

新斯科細亞省
- 戴爾豪斯大學

安大略省
- 麥克馬斯特大學
- NOSM University（英语：NOSM University）
- 皇后大學
- 西安大略大學
- 渥太華大學
- 多倫多大學

魁北克省
- 拉瓦爾大學
- 麥吉爾大學
- 魁北克大學
- Université de Sherbrooke（英语：Université de Sherbrooke）

薩克其萬省
- 薩克其萬大學

#### 开曼群岛
- 聖馬太大學

#### 南非
| 院校                        | 所屬學院           | 設立年份                 |
| --------------------------- | ------------------ | ------------------------ |
| 開普敦大學                  | 健康科學學院       | 1912年                   |
| 金山大學                    | 健康科學學院       | 1919年                   |
| 自由邦省大學                | 健康科學學院       | 1969年                   |
| 夸祖魯-納塔爾大學           | 健康科學學院       | 1950年                   |
| 比勒陀利亞大學              | 健康科學學院       | 1943年                   |
| 斯泰倫博斯大學              | 醫學與健康科學學院 | 1955年                   |
| 沃爾特·西蘇盧大學           | 健康科學學院       | 1985年                   |
| 塞法科·馬克古托健康科學大學 | 健康科學學院       | 2015年                   |
| 林波波大學                  | 健康科學學院       | 2016年                   |
| 納爾遜·曼德拉大學           | 健康科學學院       | 2021年                   |
| 西北大學                    | 醫學院（籌備中）   | 2024年（預計2028年開學） |